# Ksenija Sitnik
Ksenija Michajlaŭna Sitnik (in bielorusso Ксенія Міхайлаўна Сітнік?; Mazyr, 15 maggio 1995) è una cantante bielorussa.
Ha rappresentato il proprio paese all'Junior Eurovision Song Contest 2005, vincendo la competizione con la canzone, da lei stessa scritta, intitolata My Vmeste (Stiamo insieme) e venne premiata dalla vincitrice del 2004 María Isabel.

## Biografia
Figlia di un uomo d'affari e di un'insegnante di musica, ha iniziato la carriera musicale in giovane età, partecipando a numerosi festival. Nel 2004 vince il primo premio del festival internazionale "Золотая пчёлка" ("Ape d'oro") a Klimavičy. Nel luglio 2005 vince il concorso per bambini al festival internazionale delle arti "Slavianski Bazaar" di Vicebsk, che la porta alla notorietà e le consente di partecipare a numerose manifestazioni in Russia, Polonia e Germania.
Nel novembre 2005 Ksenija rappresenta la Bielorussia allo Junior Eurovision Song Contest con la canzone Мы вместе (Noi stiamo insieme), che è proclamata vincitrice.
Nel maggio 2006 è stato prodotto il suo primo video musicale della canzone Маленький кораблик (Piccola barca), seguito più tardi da Простая песенка (Canzone semplice) e Нон-стоп (Non stop).
Il 26 novembre 2006 si è tenuta la presentazione del suo primo album, anch'esso intitolato Мы вместе.
Nel 2009 è stata conduttrice del festival Slavianski Bazaar e della trasmissione "Наша пятёрочка" (Nasha pyaterochka) sulla TV bielorussa Bielorussia 2 fino al maggio 2009, quando il programma è stato chiuso.
Il 15 maggio 2010, in occasione del suo 15º compleanno, è stato presentato al pubblico il suo secondo album da solista intitolato Республика Ксения (Respublika Kseniy - trad. Repubblica di Ksenija).

## Discografia
- 2006 – My vmeste
- 2010 – Respublika Ksenija